# Фемслеш
Фемслеш («f/f slash», «f/f», «femmeslash», «altfic» і «saffic») — піджанр фанфіку про слеш, який зосереджується на романтичних та/або сексуальних стосунках між жіночими персонажками. Підвид аматорської лесбійської літератури.
Авторство фемслешу переважно жіноче. «Відносно недавно» письменники-чоловіки почали писати фемслеш, це відбулося в рамках фемслешу Баффі. Станом на 2006 рік фемслеш набуває все більшої популярності та є «домінуючою формою» слешу в деяких фандомах.

## Характеристики

Символічна похила лінія, яка використовується для розділення двох імен у романтичному поєднанні

Як правило, фемслешні персонажки у канонічному всесвіті є гетеросексуальними; однак подібні фанфіки про лесбійських або бісексуальних персонажок зазвичай позначають для зручності як фемслеш. Термін зазвичай застосовується лише до фан-ворків, заснованих на західних фандомах; найближчі еквіваленти аніме/манги частіше називають фанфіками Юрі та Сьодзьо-ай. «Saffic» — це портманто Sapphic від терміна Sapphic love і fiction. «Альтфік», як термін для фанфіків про любовні стосунки між жінками, популяризували шанувальники Ксени.
Слешу для жінок існує менше, ніж слешу на основі чоловічих пар; наприклад, у фендомі «Володар перснів» лише невелика кількість фемслеш історій написана про поєднання Арвен і Еовін у порівнянні зі слешем між чоловічими персонажами. Було припущено, що гетеросексуальні авторки слешу зазвичай не пишуть фемслеш, і що рідко можна знайти фандом із двома достатньо привабливими персонажками. Джейнвей / Сім є головною жіночою парою «Зоряного шляху», оскільки лише вони мають «екранні стосунки, сповнені глибокого емоційного зв'язку та конфлікту». Незважаючи на те, що фанфіки про канонічних лесбійок, таких як Віллов і Тара з Баффі — переможниці вампірів, вважаються слешем, сюжетні лінії їхніх стосунків більш скромні, ніж гетеросексуальні, що спонукає авторок фемслешу Віллоу/Тара заповнити прогалини у відомих сюжетних стосунків.

## Історія
Фемслеш був відносно рідкісним у спільнотах фанфіків до 1990-х. Шоу «Ксена: принцеса воїн» стало одним із перших великих фемслеш-фендомів із стосунками Ксена/Ґабрієль, а також одним із перших великих фандомів, де широко писали про альтернативний всесвіт.
Телешоу Секс в іншому місті організувало конкурс на вебсайті FanLib.com, де шанувальниці могли надіслати фанфік femme slash. Історія переможниці була включена в сцену епізоду третього сезону.
У останніх телесеріалах, таких як Різзолі та Айлз, Сховище 13, Помаранчевий — хіт сезону, Супердівчина і Якось у казці, частки фандомів, особливо на онлайн-форумах, є значними.